# Твоје лице звучи познато (2. сезона)
Друга сезона емисије Твоје лице звучи познато у Србији је емитована од 12. октобра до 28. децембра 2014. године и броји 12 епизода.

## Стални жири
- Бранко Ђурић Ђуро
- Марија Михајловић
- Иван Ивановић

### Гости
| Епизода | Фотографија | Члан жирија          |
| ------- | ----------- | -------------------- |
| 1       |             | Ана Кокић            |
| 2       |             | Милан Лане Гутовић   |
| 3       |             | Слађана Милошевић    |
| 4       |             | Тончи Хуљић          |
| 5       |             | Марко Јањић          |
| 6       |             | Игор Лазић Нигор     |
| 7       |             | Жељко Јоксимовић     |
| 8       |             | Иван Босиљчић        |
| 9       |             | Калиопи              |
| 10      |             | Даница Максимовић    |
| 11      |             | Константин Костјуков |

## Табела са такмичарима
| Учесници                     | Епизода 1           | Епизода 2         | Епизода 3         | Епизода 4        | Епизода 5              | Епизода 6        | Епизода 7                      | Епизода 8        | Епизода 9         | Епизода 10            | Епизода 11    | Епизода 12       |
| ---------------------------- | ------------------- | ----------------- | ----------------- | ---------------- | ---------------------- | ---------------- | ------------------------------ | ---------------- | ----------------- | --------------------- | ------------- | ---------------- |
| Неда Украден (певачица)      | Бијонсе             | Кетрин Зита-Џоунс | Силвана Арменулић | Тил Линдеман     | Бора Ђорђевић          | Принцеза Фиона   | Шабан Шаулић                   | Тина Тарнер      | Калиопи           | Ксенија Цицварић      | Мадона        | АББА             |
| Катарина Богићевић (глумица) | Тоше Проески        | Витни Хјустон     | Џастин Бибер      | Еми Росум        | Псај                   | Јелена Томашевић | Ариана Гранде                  | Јосипа Лисац     | Мерима Његомир    | Шакира                | Кристина Пери | Пепељуга         |
| Драган Којић Кеба (певач)    | Виолиниста на крову | Жељко Јоксимовић  | Пол Стенли        | Зорица Брунцлик  | Браћа Блуз             | Мишо Ковач       | Београдски синдикат            | Шабан Бајрамовић | Џин Кели          | Предраг Цуне Гојковић | Леди Гага     | Фреди Меркјури   |
| Ненад Окановић (глумац)      | Мирна Радуловић     | Саша Лошић        | Дадо Топић        | Луис Армстронг   | Браћа Блуз             | Дубиоза колектив | Ники Минаж                     | Курт Кобејн      | Марчело           | Чарли Чаплин          | Рамбо Амадеус | Неле Карајлић    |
| Елена Ристеска (певачица)    | Северина            | Бритни Спирс      | Нина Бадрић       | Кристина Агилера | Џенифер Лопез          | Харис Џиновић    | Џеси Џеј                       | Есма Реџепова    | Оливер Драгојевић | Марија Калас          | Сиа           | Бијонсе          |
| Слободан Васић (Певач)       | Imagine Dragons     | Лепа Брена        | Џон Траволта      | Тома Здравковић  | Металика               | Здравко Чолић    | Кончита Вурст                  | Зона Замфирова   | Џастин Тимберлејк | Дино Мерлин           | Аца Лукас     | Мајкл Џексон     |
| Звонко Пантовић Чипи (Певач) | Селин Дион          | Лед Цепелин       | Слађана Милошевић | Сергеј Ћетковић  | Ален Исламовић         | Бруно Марс       | До голе коже                   | Ален Адемовић    | Аксел Роуз        | Роки Хорор Шоу        | Мјуз          | Снеки            |
| Јелена Гавриловић (глумица)  | Јелена Розга        | Рене Зелвегер     | Тејлор Свифт      | Синејд О'Конор   | Весна Змијанац         | Индила           | Тозовац                        | Пинк             | Аксел Роуз        | Мајкл Џексон          | Флоренс Велч  | Мајли Сајрус     |
| Ивана Павковић (певачица)    | Кети Пери           | Цеца              | Горан Шепа        | Ивана Петерс     | Драгана Мирковић       | Шрек             | Тони Цетински Жељко Јоксимовић | Зона Замфирова   | Ријана            | Мадона                | Неда Украден  | Марија Шерифовић |
| Иван Јевтовић (глумац)       | Саша Ђорђевић       | Даворин Поповић   | Драган Којић Кеба | Џерард Батлер    | Момчило Бајагић Бајага | Крис Браун       | Кики Лесендрић                 | Мерилин Монро    | Роби Вилијамс     | Роки Хорор Шоу        | Стромај       | Џејмс Браун      |